# Lynchburg Lemonade
Pour les articles homonymes, voir Lynchburg.
La Lynchburg Lemonade est un cocktail et long drink à base de Tennessee whiskey Jack Daniel's, de triple sec, de bar mix et de boisson gazeuse à base d'extraits de citron et de lime.
Il est nommé d'après la ville de Lynchburg dans le Tennessee où se trouve la distillerie historique de Jack Daniel's.